# John Stallings

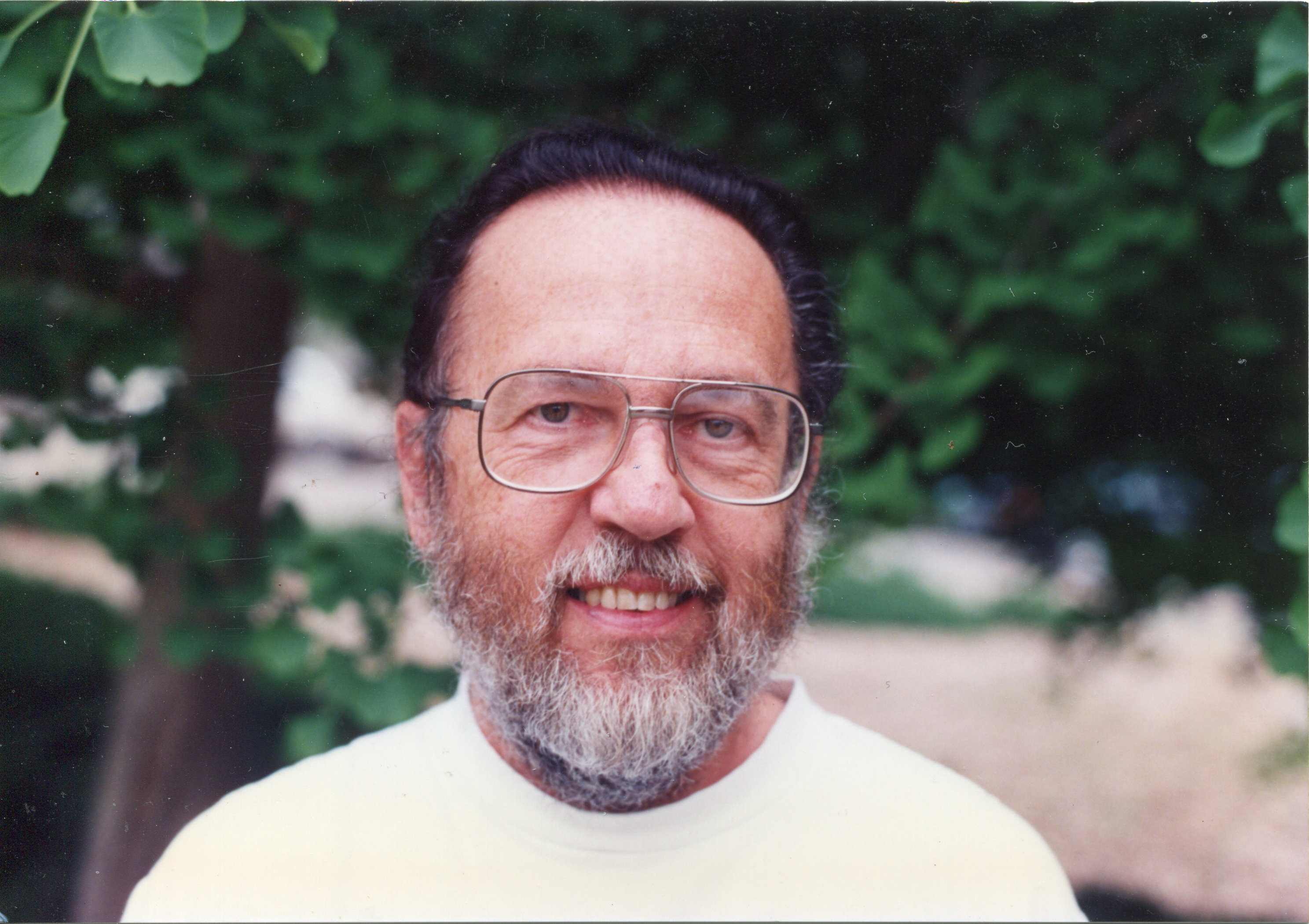
John Stallings

John Robert Stallings junior (* 22. Juli 1935 in Morrilton, Arkansas; † 24. November 2008 in Berkeley, Kalifornien) war ein US-amerikanischer Mathematiker, der sich mit geometrischer Topologie und Algebra beschäftigte.

## Leben
Stallings studierte an der Princeton University (einer seiner Kommilitonen war John Milnor) und wurde dort 1959 bei Ralph Fox promoviert (Some Topological Proofs and Extensions of Grushko's Theorem). Er war Professor an der Universität Berkeley. 1961/62 und 1971 war er am Institute for Advanced Study.
1960 bewies er unabhängig von Stephen Smale die Poincaré-Vermutung für Dimensionen größer als 6. Sein Beweis wurde 1962 von Erik Christopher Zeeman auf die Dimensionen 5 und 6 erweitert. Stallings formulierte auch rein algebraische (gruppentheoretische) Vermutungen, die äquivalent zur Poincaré-Vermutung sind (wie er mit Jaco bewies).
Nach Stallings ist die Poincaré-Vermutung äquivalent zu folgendem Satz (Vermutung von Stallings):
Sei {\displaystyle T} eine orientierbare zweidimensionale Mannigfaltigkeit (Fläche) vom Geschlecht {\displaystyle n\geq 1}, {\displaystyle F_{1}} und {\displaystyle F_{2}} freie Gruppen vom Rang {\displaystyle n} und {\displaystyle \nu } ein surjektiver Homomorphismus von der Fundamentalgruppe {\displaystyle \pi _{1}T} auf {\displaystyle \,F_{1}\times F_{2}}. Dann gibt es ein nicht-triviales Element des Kerns von {\displaystyle \nu }, das durch eine einfache geschlossene Kurve auf {\displaystyle T} repräsentiert wird.
1970 erhielt er den Colepreis in Algebra mit Richard Swan für den Beweis, dass endlich erzeugte freie Gruppen dadurch gekennzeichnet sind, dass sie kohomologische Dimension 1 haben (Satz von Stallings oder Stallings-Swan).
1970 war er Invited Speaker auf dem Internationalen Mathematikerkongress in Nizza (Group theory and 3-manifolds) und 1962 in Stockholm (Topological unknottedness of certain spheres).

## Schriften
- als Herausgeber mit Stephen M. Gersten: Combinatorial Group Theory and Topology (= Annals of Mathematics Studies. 111). Princeton University Press, Princeton NJ 1987, ISBN 0-691-08409-2.
- Topology of finite graphs. In: Inventiones Mathematicae. Band 71, Nr. 3, 1983, S. 551–565.
- Group Theory and Three-dimensional Manifolds (= Yale Mathematical Monographs. 4). Yale University Press, New Haven CT 1971, ISBN 0-300-01397-3.